# Linda Mvusi
Linda Mvusi, es el nombre de una actriz y arquitecta sudafricana nacida en Bloemfontein en 1955. Mvusi es conocida por haber obtenido el galardón de Mejor interpretación femenina en el Festival de Cannes por la película A World Apart. Mvusi también compartió un premio por excelencia por su arquitectura en el Museo del apartheid.

## Premios y distinciones
Festival Internacional de Cine de Cannes
| Año  | Categoría    | Película      | Resultado |
| ---- | ------------ | ------------- | --------- |
| 1988 | Mejor actriz | A World Apart | Ganador   |

South African Institute of Architects
- 2004 Premio por excelencia Apartheid Museum en Johannesburgo